# Laccobius bruesi
Laccobius bruesi är en skalbaggsart som beskrevs av Cheary 1971. Laccobius bruesi ingår i släktet Laccobius och familjen palpbaggar. Inga underarter finns listade i Catalogue of Life.